# Дін Корлл
Дін А́рнольд Корлл (англ. Dean Arnold Corll; нар.24 грудня 1939 — пом.8 серпня 1973) — американський серійний вбивця та ґвалтівник. У 1970-1973 роках з допомогою двох спільників викрав, зґвалтував та вбив щонайменше 28 хлопців у м. Х'юстон, Техас. Був убитий одним із спільників у серпні 1973 року. Ця серія вбивств стала відомою як - Х'юстонські масові вбивства, які, на момент розкриття злочину у 1973 році, вважалися наймасовішими серійними вбивствами в історії США.

## Біографічні дані

### Ранні роки
Дін Корлл народився у м. Форт Вейн, штат Індіана у родині Мері Робінсон і Арнольда Корлла. Невдовзі після народження Діна батьки розлучилися і разом з братом Стенлі і матір'ю він переїхав до Техасу, до м. Х'юстон. У 1964 році Корлла призвали в армію, але через рік демобілізували у зв'язку із сімейними обставинами. Після демобілізації Корлл повернувся до Х'юстона і почав працювати на фабриці матері, де виготовлялися цукерки. В окрузі, де знаходилася фабрика, Корлла добре знали через його лагідну вдачу та щедрість. Через те, що він щедро роздавав цукерки сусідським дітям, його прозвали «Чоловік з цукерками». Однак, незабаром, фабрика через фінансові складнощі закрилася, його матір переїхала до Колорадо, а Дін залишився у Х'юстоні і через деякий час отримав професію електрика.

### Початок кримінальної діяльності
У районі, де мешкав Корлл, він мав репутацію лагідного і привітного молодого чоловіка, який радо допомагав сусідам. Вільний час Корлл проводив здебільшого в компанії хлопців та підлітків. Дуже часто сусіди бачили Корлла разом з 14-річним Елмером Вейном Генлі та 15-річним Девідом Бруксом. Дін Корлл знав Брукса вже певний час, ще коли він пригощав сусідських дітей безкоштовними цукерками, і він, очевидно, був першою жертвою сексуальних домагань Корлла. Саме Брукс був першим, хто взнав про злочини Корлла — тортури, зґвалтування та вбивства хлопців в його квартирі. За певну винагороду Девід Брукс допомагав Корллу викрадати хлопців з вулиць Х'юстона. Елмер Вейн Генлі ймовірно був однією з потенційних жертв Корлла, але його залишили живим і запропонували допомагати Корллу викрадати інших хлопців. Пізніше, коли Брукс відійшов від справ і одружився, Корлл і Генлі продовжували самі викрадати хлопців. За кожного хлопця Корлл платив Генлі по 200 доларів і той приводив в пастку до Корлла своїх сусідів, шкільних друзів або просто незнайомих хлопців з вулиці.

### Х'юстонські масові вбивства
У 1970 році в одному з бідніших районів Х'юстона почали масово зникати підлітки. Протягом довгого часу поліція не звертала належної уваги на заяви і скарги батьків через те, що не вважала зникнення хлопців пріоритетом у місті з високим рівнем інших злочинів, і через те, що вважали, що хлопці просто втікали з дому. Справжній обсяг трагедії проявився щойно після смерті Діна Корлла 8 серпня 1973 року. У той день Елмер Вейн Генлі привів до Корлла його чергову жертву Тіма Керлі, але взяв з собою ще й дівчину, 15-річну Ронду Вільямс, що дуже розлютило вбивцю. Після вживання наркотиків на квартирі Корлла, підлітки знепритомніли, а Корлл тим часом закував їх усіх у наручники і зібрався піддати їх тортурам. Генлі, однак, вдалося переконати Корлла відпустити його в обмін на поміч у тортурах та поховання мертвих тіл двох інших підлітків — те, чим Генлі і раніше допомагав йому. Коли Корлл звільнив Генлі, той застрелив його з пістолета Корлла і викликав поліцію.
У поліції Елмер Вейн Генлі зізнався у вбивстві Діна Корлла, а також у тому, що знав про масові вбивства Корллом підлітків. Під час слідства, у квартирі Корлла була знайдена справжня кімната тортур, де хлопців приковували до фанерної дошки і протягом певного часу піддавали тортурам та ґвалтували. Генлі, а пізніше і Девід Брукс, зізналися у тому, що допомагали Корллу викрадати хлопців і привели поліцію на три місця захоронення трупів, де було знайдено 28 тіл із слідами зґвалтування та страшних тортур. Більшість жертв Корлла були підлітками, наймолодшому було 9 років, а найстаршому - 21. Частина жертв були застрелені, інші померли від задушення.

### Значення
У 1973 році, задовго до злочинів Джеффрі Дамера та Теда Банді, Х'юстонські масові вбивства стали наймасовішими серійними вбивствами в історії США. Розслідування цієї справи стало справжньою сенсацією і широко висвітлювалося у пресі та на телебаченні. У пресі жорсткій критиці піддавалася бездіяльність поліції Х'юстону, неуважність до заяв батьків, деякі з котрих втратили навіть двох синів у цих вбивствах. Хоча офіційно було упізнано лише 28 жертв вбитих Корллом, ймовірно їх справжня кількість була значно більшою, оскільки ні Брукс ні Генлі не знали усіх місць поховань жертв Корлла. Також, декілька знайдених останків хлопців так і не вдалося упізнати.
У 1975 році суд визнав Девіда Брукса винним у вбивстві щонайменше одного хлопця і засудив його до довічного ув'язнення. У 2011 році, після багаторічного ув'язнення, Девід Брукс мав бути звільнений, але через протести родичів жертв його дострокове звільнення було відмінено. Елмера Вейна Генлі суд визнав винним у вбивстві 6 хлопців і засудив до 99 років за кожне вбивство. Численні апеляції Генлі були відхилені. Обидва спільника Діна Корлла залишаються у в'язницях Техасу без шансів на звільнення.
Про розслідування х'юстонських масових вбивств було написано декілька книжок, а у 1982 р. знято документальний фільм. По мотивам історії співучасті Елмера Вейна Генлі у вбивствах і тортурах Діна Корлла знімають художній фільм «У світі божевільного».